# Kiva (organización)
Kiva es una organización que permite prestar dinero a pequeñas empresas o emprendedores de países en vías de desarrollo a través de Internet.
Es una organización sin ánimo de lucro, establecida en San Francisco y basada en los préstamos que realizan sus usuarios y en acuerdos con empresas e instituciones.
A través de Kiva, cualquier persona puede prestar dinero (a partir de 25 dólares) de manera segura a personas que han presentado un plan de negocios aprobado por dicha organización. El prestamista elige a un solicitante en la página Internet de Kiva y luego procede a depositar el dinero mediante paypal (también a través de Internet). Aproximadamente en 10 minutos, es posible realizar un préstamo. Cuando el solicitante reembolsa el crédito, éste puede ser recuperado por el prestamista o puesto nuevamente en circulación mediante un nuevo crédito. 
Este sistema es una alternativa al sistema financiero (bancario y accionario) tradicional, al que difícilmente pueden acceder los empresarios del tercer mundo. Otra de las aportaciones de Kiva ha sido transparentar la ayuda al continente africano, a Asia y América Latina, pues contra las intermediaciones corruptas e ineficientes, Kiva ofrece una información permanente acerca del destino del dinero (cada prestamista cuenta con una página Internet donde puede consultar el estado de sus créditos).

## Estadísticas
El 26 de octubre de 2023, Kiva presentaba las siguientes cifras:
- Cantidad total de dinero prestado: $ 2.000 millones de dólares estadounidenses
- Número de prestamistas voluntarios: 2.200.00 [2]
- Número de emprendedores fondeados: 5.000.000
- Número de colaboradores locales (instituciones de microfinanzas asociadas): 483
- Número de colaboradores locales (empresas sociales): 111
- Número de países en los cuales hay colaboradores locales de Kiva: 96
- Tasa actual de cumplimiento por parte de los acreditados (current repayment rate): 96%
- Promedio de cantidad prestada a cada emprendedor individual: $586 [3]
- Promedio de cantidad prestada a cada emprendedor grupal: $1,909 [3]
- Promedio de créditos otorgados por cada prestamista voluntario: $363.48